# Applied Physics B
Applied Physics B: Lasers and Optics is een internationaal, aan collegiale toetsing onderworpen wetenschappelijk tijdschrift op het gebied van de fysische optica en laserfysica. De naam wordt in literatuurverwijzingen meestal afgekort tot Appl. phys., B Lasers Opt.
Het wordt uitgegeven door Springer Science+Business Media en verschijnt maandelijks.
Het eerste nummer verscheen in 1994.
Tot en met 1993 verscheen het tijdschrift onder de naam Applied physics. B, Photophysics and laser chemistry. (ISSN 0721-7269). Dit ontstond toen in 1981 het tijdschrift Applied Physics werd gesplitst. Het eerste nummer van Applied Physics verscheen in 1973.